# Erast Saliszczew

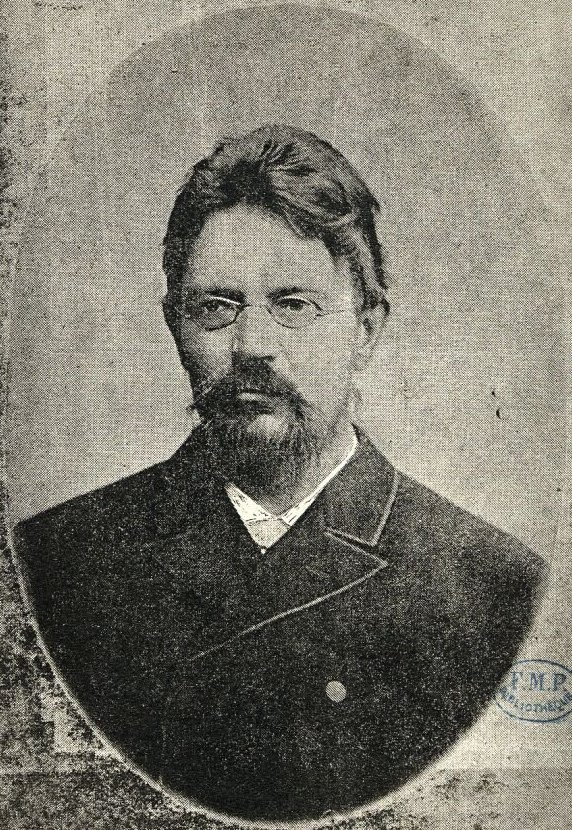
Erast Saliszczew

Erast Gawriłowicz Saliszczew (ros. Эраст Гаврилович Салищев, 23 lipca/4 sierpnia 1851, zm. 12 czerwca 1901) – rosyjski chirurg.

## Życiorys
Ukończył gimnazjum w Penzy w 1869 roku wyróżniony złotym medalem, i podjął studia na wydziale lekarskim Uniwersytetu w Kazaniu. Jako student trzeciego roku rzucił studia w proteście przeciwko zwolnieniu prof. Piotra Lesgafta. Kontynuował studia na Akademii Medyko-Chirurgicznej w St. Petersburgu. W 1875 roku ukończył studia z wyróżnieniem, po czym wyjechał do guberni ufimskiej. Pracował w tamtejszym szpitalu do 20 maja 1878, potem został powołany do armii i służył jako lekarz wojskowy podczas wojny turecko-rosyjskiej 1877–1878. W 1879 roku zdemobilizowany, rozpoczął pracę w guberni kazańskiej. Od września 1880 roku praktykował w Akademii Medyko-Chirurgicznej w St. Petersburgu (od 1881 Wojskowa Akademia Medyko-Chirurgiczna). W 1881 roku zdał egzaminy doktorskie, w maju 1885 roku bronił pracy „Топографический очерк мужской промежности”. Od 2 października 1885 pracował jako prosektor przy katedrze chirurgii i anatomii topograficznej Akademii w St. Petersburgu, zastępując tragicznie zmarłego prof. Kolomnina. W miesiące letnie w latach 1880–1882 praktykował w Insar w guberni pienzeńskiej. W czerwcu 1890 roku został profesorem nadzwyczajnym na Cesarskim Uniwersytecie w Tomsku. Od września prowadził już wykłady w zorganizowanym przez siebie wydziale uczelni. 21 czerwca 1891 na wniosek Ministra Edukacji Narodowej Saliszczew został mianowany profesorem zwyczajnym Uniwersytetu w Tomsku. Zmarł 12 czerwca 1901 roku z powodu zatorowości płucnej spowodowanej zakrzepicą żył głębokich, wikłającej ropne zakażenie którego nabawił się podczas przeprowadzanej operacji.  
Uczniem Saliszczewa w Tomsku był m.in. Nikołaj Burdenko. Saliszczew koresponodwał z zachodnimi chirurgami, w 1896 roku wyjechał do Niemiec, gdzie zwiedził kliniki Bergmana, Czerny’ego, Mikulicza-Radeckiego, Kohera, Koeniga, Israela, Sonnenburga i Kertego.